# Anathema

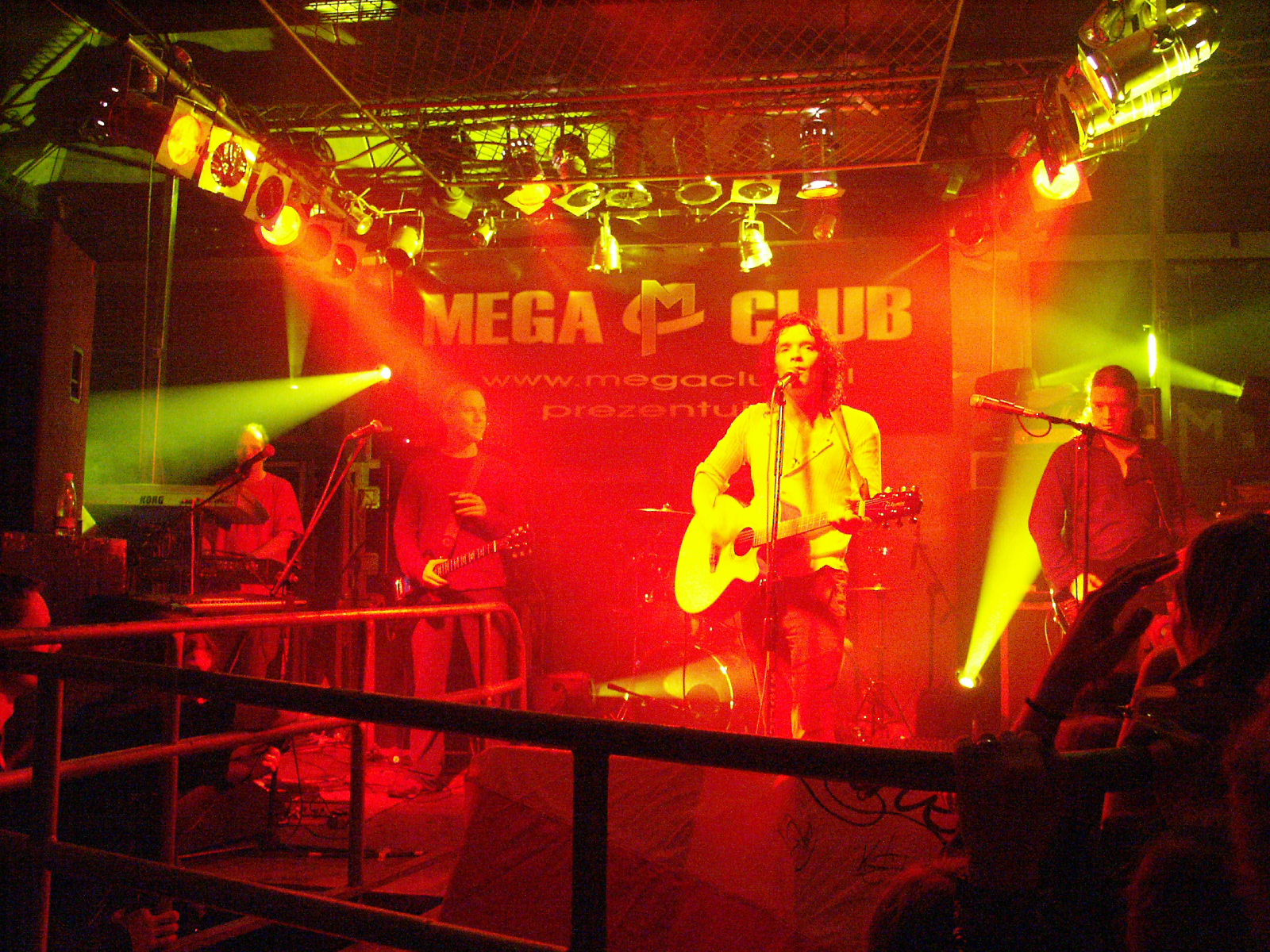
Anathema uppträder i Katowice i Polen 2004. (Från vänster: Les Smith, Daniel Cavanagh, Vincent Cavanagh och Jamie Cavanagh)

Anathema (i början Pagan Angel) var ett brittiskt rockband bildat 1990. I början var stilen doom metal-orienterad och bandet var dessutom med och bidrog i utvecklingen av death/doom tillsammans med bland annat Paradise Lost och My Dying Bride. I tredje albumet, Eternity (1996), blev stilen  mer gothic metal-orienterad, från och med Judgement (1999) och speciellt A Fine Day To Exit (2001) ändrades stilen radikalt till alternativ rock med progressiva och atmosfäriska inslag. 

## Medlemmar
Nuvarande medlemmar
- Vincent Cavanagh – gitarr (1990–2020), sång (1995–2020), keyboard (2011–2020)
- Daniel Cavanagh – gitarr, keyboard, piano, sång (1990–2002, 2003–2020)
- John Douglas – trummor, (1990–1997, 1998–2014), keyboard (2011–2020), slagverk, elektronik (2014–2020)
- Lee Douglas – bakgrundssång (1999–2020), ledsång (2003–2020)
- Daniel Cardoso – keyboard, trummor (2012–2020), basgitarr (2018–2020)
- Jamie Cavanagh – basgitarr (1990–1991, 2001–2018, 2019-2020)

Tidigare medlemmar
- Darren "Daz" White – sång (1990–1995)
- Duncan Patterson – basgitarr, keyboard (1991-1998)
- Shaun Taylor-Steels – trummor (1997–1998)
- Dave Pybus – basgitarr (1998–2001)
- Les Smith – keyboard (2000–2011)

Turnerande medlemmar
- Les Smith – keyboard (1996–1997)
- Martin Powell – keyboard (1998–2000, 2009)
- George Roberts – basgitarr (2001)
- Nicholas Barker – trummor (2009)
- Daniel Cardoso – keyboard (2011–2012)
- Tobel Lopes – basgitarr (2013)
- Duncan Patterson – basgitarr (2018– )

## Diskografi (urval)
Studioalbum
- Serenades (1993)
- The Silent Enigma (1995)
- Eternity (1996)
- Alternative 4 (1998)
- Judgement (1999)
- A Fine Day to Exit (2001)
- A Natural Disaster (2004)
- Hindsight (2008)
- We're Here Because We're Here (2010)
- Falling Deeper (2011)
- Weather Systems (2012	)
- Distant Satellites (2014)
- The Optimist (2017)

Livealbum
- A Moment In Time (2006) (DVD)
- Untouchable (2013) (Blue-ray)
- Universal (2013)

EP
- The Crestfallen (1992)
- Pentecost III (1995)
- Alternative Future  (1998)
- Untouchable (2013)

Singlar (urval)
- "All Faith is Lost" / "The Sweet Suffering" (1994)
- "We Are The Bible" / "Eternal Rise Of The Sun" (1994)

Samlingsalbum
- Serenades / Crestfallen (1994)
- The Crestfallen EP + Pentecost III (1996)
- Resonance (2001)
- Resonance 2 (2002)
- Original Album Classics (2011)
- Fine Days: 1999-2004 (2015) (3 x CD + 1 DVD box)
- Resonance 1 & 2 (2015)
- Internal Landscapes - The Best of 2008-2018 (2018)